# Neurulazione
La neurulazione è un processo parte dell'organogenesi che porta, a partire dall'ectoderma, per induzione da parte della corda dorsale e del mesoderma paracordale, alla differenziazione del sistema nervoso nell'embrione.
Nella zona compresa tra il nodo di Hensen e la membrana buccofaringea si forma la placca neurale, che successivamente si trasforma in doccia neurale. I margini di questa si sollevano e si fondono al livello del quarto somite (21º giorno) sulla linea mediana, processo che poi continua sia in senso rostrale che caudale. L'ectoderma si distacca quindi dal tubo neurale e ricopre completamente l'embrione, formando l'epiectoderma, o ectoderma di rivestimento. Le due estremità del tubo neurale (neuropori) rimangono aperte ed in collegamento con il sacco amniotico, fino alla chiusura del neuroporo anteriore (24º giorno) e del neuroporo posteriore (26º giorno).
Il neuroporo è quell'apertura temporanea che permette al lume del tubo neurale di comunicare con l'esterno, si distingue il neuroporo anteriore (in posizione cefalica) da quello posteriore (in posizione caudale).
Dal momento della chiusura del tubo neurale, ai margini si evidenziano due rilievi, le creste neurali, che si distaccheranno formando principalmente i gangli cerebrospinali ed i gangli simpatici, seguendo una segmentazione corrispondente a quella dei somiti.
Nella parte rostrale del tubo neurale si evidenziano (in senso rostro-caudale) tre vescicole, dette prosencefalo, mesencefalo e rombencefalo, che durante la quinta settimana si differenziano, avviando il processo d'encefalizzazione, in telencefalo, diencefalo, mesencefalo, metencefalo e mielencefalo. Da queste strutture si andrà a formare la parte craniale del sistema nervoso centrale grazie alle seguenti differenziazioni:
- dal telencefalo: emisferi cerebrali, corpo striato, rinencefalo, formazioni commessurali del telencefalo.

- dal diencefalo: ipotalamo e lobo posteriore dell'ipofisi (neuroipofisi), talamo, metatalamo, epitalamo.

- dal mesencefalo: peduncoli cerebrali, lamina quadrigemina.

- dal metencefalo: ponte di Varolio, cervelletto.

- dal mielencefalo: bulbo (o midollo allungato)